# Gérard Domar

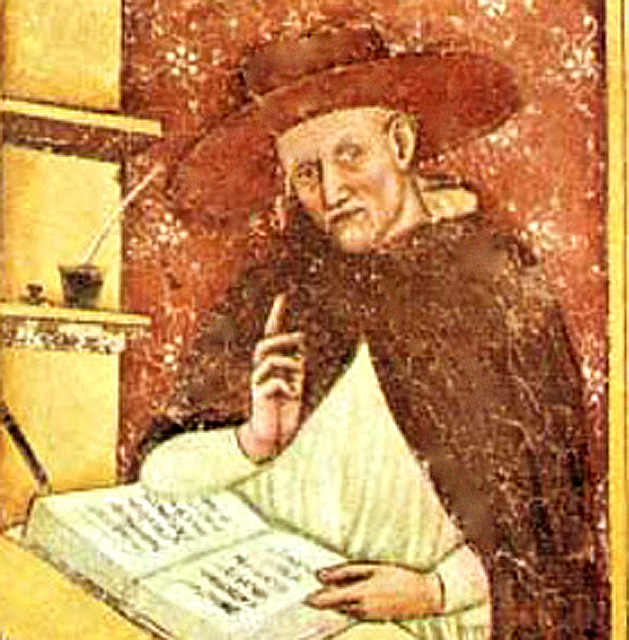
Gérard Domar

 Gérard Domar O.P. (Limoges, jaar onbekend – Avignon, 1 december 1352) was een van de kardinalen van de Rooms-Katholieke Kerk.
Hij was lid van de Orde der Dominicanen en gaf les in theologie in Parijs. Op 20 september 1342 werd hij door zijn oom, paus Clemens VI, benoemd tot kardinaal.
- Gemeinsame Normdatei: 102472726
- Virtual International Authority File: 400536